# Saint-Dizier-la-Tour
Saint-Dizier-la-Tour – miejscowość i gmina we Francji, w regionie Nowa Akwitania, w departamencie Creuse.
Według danych na rok 1999 gminę zamieszkiwało 228 osób, a gęstość zaludnienia wynosiła 13 osób/km² (wśród 747 gmin Limousin Saint-Dizier-la-Tour plasuje się na 404. miejscu pod względem liczby ludności, natomiast pod względem powierzchni na miejscu 406.).